# Eriococcus thymelaeae
Eriococcus thymelaeae är en insektsart som beskrevs av Robert Newstead 1897. Eriococcus thymelaeae ingår i släktet Eriococcus och familjen filtsköldlöss. Inga underarter finns listade i Catalogue of Life.